# Разумовский, Иван Иванович
Иван Иванович Разумовский (8 февраля 1906, деревня Апалихино, Балахнинский уезд, Нижегородская губерния, Российская империя — 26 сентября 1976, деревня Котельницы, Чкаловский район, Горьковская область, РСФСР, СССР) — председатель колхоза «Авангард» Чкаловского района Горьковской области. Герой Социалистического Труда. Депутат Верховного Совета РСФСР.

## Биография
Окончил 3 класса школы второй ступени в селе Василёво (ныне город Чкаловск). В 1927-1928 годах заведовал избой-читальней в селе Белое. Затем до 1937 года работал деревообработчиком на заводе имени Ленина в селе Василёво.
С 1937 года заместитель председателя колхоза «Авангард» Чкаловского района.
В декабре 1941 года призван в армию, служил связистом, линейным надсмотрщиком 296-й отдельной кабельно-шестовой роты. Награждён медалью «За боевые заслуги» и "За победу над Германией. В октябре 1945 года демобилизовался.
Вновь стал работать заместителем председателя колхоза «Авангард», а в 1947 году был избран председателем. После объединений ряда колхозов в 1950 и 1960 годах снова переизбирался на этот пост. Бессменно проработал председателем около 30 лет до своей смерти. Колхоз «Авангард» славился как одно из передовых хозяйств области, став колхозом-миллионером.
Указом Президиума Верховного Совета СССР от 12 марта 1958 года за выдающиеся успехи, достигнутые в работе по увеличению производства и сдачи государству сельскохозяйственных продуктов Разумовскому Ивану Ивановичу присвоено звание Героя Социалистического Труда. В 1967 году колхоз «Авангард» был награждён орденом Ленина.
Иван Иванович Разумовский избирался депутатом Верховного Совета РСФСР, делегатом XXII съезда КПСС и 3-го Всесоюзного съезда колхозников. Член КПСС с 1947 года.
Умер 26 сентября 1976 года. Похоронен на кладбище деревни Котельницы Чкаловского района.
Награждён четырьмя орденами Ленина, орденами Октябрьской Революции, Трудового Красного Знамени. За участие в выставках 1956-1975 годов награждён 4 золотыми и 5 серебряными медалями ВДНХ.
После смерти председателя по ходатайству колхозников колхоз был переименован в колхоз имени И. И. Разумовского.

## Работы И. И. Разумовского
- За высокое качество сельскохозяйственной продукции.- Горький, 1961.- 63 с.- (Передовой опыт — колхозам).
- Заказ государства — основа колхозного плана // Руководство — искусство. — М., 1965. — С. 61-77.
- Заказ государства — основа колхозного плана // Сельск жизнь. — 1965. — 16 янв.
- Из опыта управления делами колхоза. — М.: Сельхозгиз, 1955. — 62 с.
- Крестьянин-коллективист // Сельск. жизнь. — 1969. — 28 июня.
- Ленинским путём // Крестьянка. — 1966. — № 10. — С. 7-8.
- Лен // Сельская жизнь. — 1966. — 23 дек.
- Люди моей земли // Горьк. рабочий. — 1969. — 20 окт.
- Подсобные промыслы колхоза «Авангард» // Сельск.жизнь. — 1968. — 20 июня.
- Пять лет работы колхозного льнозавода // Лен и конопля.-1963.- № 9.-С. 9-13.
- Специализация — основа успеха. — Горький: Волго-Вят. кн. изд-во,1969.- 29 с.
- Ступени роста // Рассказывают председатели. — Горь¬кий, 1967. — С. 62-93.
- Торжество колхозного строя // Блокнот агитатора (Горький). — 1967. — № 30-31. — С.